# Мокроус Павло Гнатович
Мокроу́с Павло́ Гна́тович (1 (12) липня 1884, с. Бочечки Путивльського повіту Курської губернії, Російська Імперія (тепер Конотопський район Сумської області, Україна) — 7 квітня 1938, м. Хабаровськ, РРФСР, СРСР) — інженер, громадський і культурний діяч, бібліограф.

## Біографія
Народився 1884 року у селянській родині Гната Даниловича та Харитини Андріївни Мокроусів. Батько чверть сторіччя (до 1921 року) працював змінним заступником директора цукроварні Харитоненка у с. Пархомівка Богодухівського повіту Харківської губернії (тепер Краснокутського району Харківської області). Окрім Павла у багатодітній родині виховувалися чотири його сестри: Варвара (1892—1943, згодом — дружина Івана Лизанівського, члена УЦР), Ганна (згодом — дружина Леоніда Тимошенко, вченого секретаря філії Бібліотеки Всеукраїнської академії наук і Кабінету виучування Поділля), Ольга, Параскева (1895—1978, згодом — дружина Івана Чмоли, одного з основоположників Пласту та стрілецького руху) та брат Петро.
Павло Мокроус закінчив Сумське реальне училище (1895—1904), навчався у Харківському технологічному інституті (тепер Національний технічний університет «Харківський політехнічний інститут»).
У 1910—1911 роках за дорученням української комісії Павло Мокроус уклав «перший і єдиний в Російській імперії» «Каталог книжок українською мовою Харківської громадської бібліотеки» (Харків, 1912). Каталог став найціннішою складовою довідково-бібліографічного апарату Українського відділу Харківської громадської бібліотеки (тепер Харківська державна наукова бібліотека ім. В. Г. Короленка). Українська комісія (на той час у складі Миколи Міхновського (голова), Костянтина Бич-Лубенського, Христі Алчевської, Марії Румницької, Євгена Сердюка, Сергія Тимошенка та ін.), що опікувалась роботою Українського відділу, каталог перевірила і друк, накладом понад 1000 примірників, дозволила.

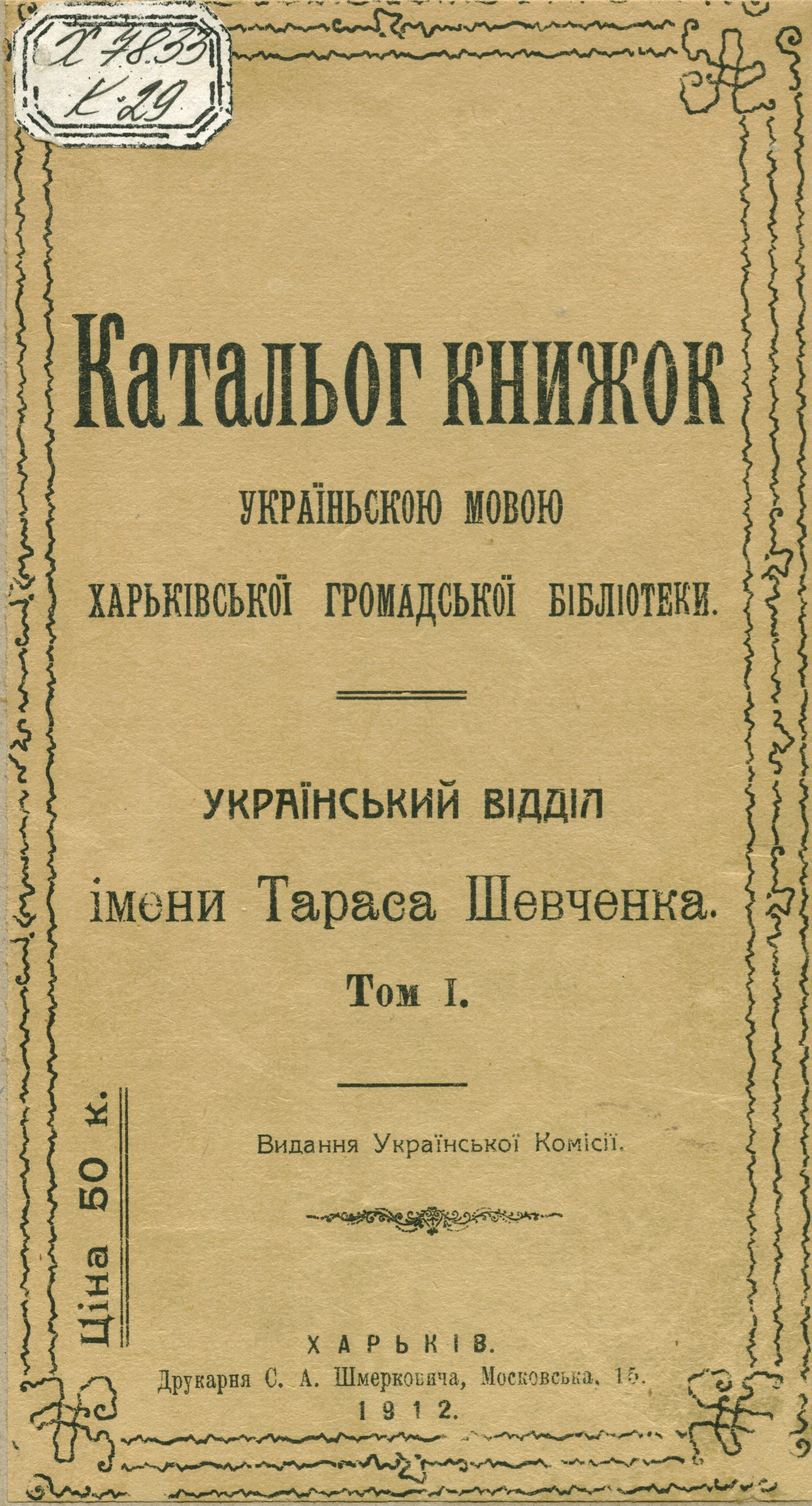
Обкладинка каталогу книжок українською мовою ХГБ, укладеного Павлом Мокроусом

Діяльність Української комісії сприяла пожвавленню роботи із планомірного наповнення фондів українською книгою. У попередні роки саме даровані видання сприяли значному збільшенню україномовної частки книгозбірні. Упродовж роботи над укладанням каталогу Павло також дарував власні книжки, заохочував до того друзів. Відомо про його листування із Михайлом Грушевським — на той час професором Львівського університету, головою Історико-філософської секції та Археографічної комісії Наукового товариства імені Шевченка. Лист із проханням допомогти у справі поповнення фонду Харківської громадської бібліотеки львівським журналом «Дзвінок» і бюлетенем «Хроніка НТШ», аби ті «увійшли в друкований каталог», зберігається в особовому архівному фонді Михайла Грушевського.
Каталог містить записи на понад 3000 україномовних видань, матеріал згруповано в 14 відділів за галузями знань, виокремлено твори художньої літератури, дитячі і народні книги, періодичні видання. На величезне значення «Каталогу книжок українською мовою…» для подальших досліджень з історії національного друку та у створенні українського бібліографічного репертуару вказував бібліограф Федір Максименко у 1945 році: «Цей каталог, по суті, є єдиним друкованим суто українським бібліотечним каталогом, що маємо досі». А представлена у розділі «Музика і співи» колекція нот українського фольклору містить записи на видання, які вже на той час були «бібліографічною рідкістю».
Наслідуючи родинні традиції шанування українства та освіти Павло плідно займався культурно-просвітницькою діяльністю, цікавився українською культурою, кобзарством, дружив зі сліпими бандуристами-кобзарями, допомагав влаштовувати їм концерти, подорожував Україною, робив численні світлини та замальовки, друкувався у періодичних виданнях. Зокрема, одинадцять малюнків та світлин архітектурних пам'яток з його колекції увійшли до книги Миколи Шумицького «Український архітектурний стиль» (Київ, 1914).
Події Першої світової війни та Української революції сформували активну громадсько-політичну позицію Павла Мокроуса. Із 1917 року він — секретар Українського технічно-агрономічного товариства «Праця», що об'єднувало українську науково-технічну інтелігенцію, у цьому товаристві він також очолював Бюро з працевлаштування. Із травня того ж року — керівник Комітету допомоги українцям-виселенцям (із жовтня — Український центральний Галицько-буковинського комітету допомоги жертвам Першої світової війни, під цією назвою комітет працював до червня 1919 року). Комітет створений як громадська гуманітарна організація при Українській Центральній Раді, що опікувалася українськими військовополоненими, біженцями та виселенцями з Австро-Угорської імперії. Завдяки зусиллям Комітету у листопаді 1917 року було сформовано Галицько-Буковинський Курінь Січових Стрільців. У різний час до діяльності Комітету долучалися Дмитро Дорошенко (створив Галицько-Буковинською комісією, представниками якої у Киїєві були Павло Мокроус та Е. Португалов), Євген Коновалець (разом із Павлом Мокроусом бере участь у створенні Крайової наради у справах біженців — урядової структури при Генеральному секретарстві внутрішніх справ УНР), Іван Лизанівський, Юліан Охримович (секретар комітету), Іван Чмола та ін..
Із червня 1919 року Павло Гнатович працював екскурсоводом Першого державного музею (тепер — Національний музей історії України).
Останнє місце проживання Павла Мокроуса — м. Комсомольськ-на-Амурі Далекосхідного краю РРФСР. У 1930-ті роки він — головний механік заводу № 199 (тепер Амурський суднобудівний завод, м. Комсомольськ-на-Амурі, РФ).
25 червня 1937 року арештований Комсомольським міським відділом НКВС за статтями 58-1а, 58-7, 58-8, 58-9, 58-11 Кримінального кодексу РРФСР (зрада батьківщині, шкідництво, тероризм, участь у антирадянській організації). 9 лютого 1938 року засуджений на розстріл Воєнною колегією Верховного суду СРСР. Вирок виконано 7 квітня 1938 року в м. Хабаровську. Реабілітований 11 березня 1992 року прокуратурою Хабаровського краю на підставі Закону РРФСР від 18 жовтня 1991 року.

## Праці
- Каталог книжок українською мовою Харківської громадської бібліотеки. Т. 1 / Укр. від. ім. Т. Шевченка ; [уклад. П. Мокроус] ; вид. укр. коміс. Харків: Друкарня С. А. Шмерковича, 1912. [6], 98 с.
- Краєвиди з Харківщини / фот. П. Мокроус // Ілюстрована Україна. 1914. Число 4. С. 61.
- Український відділ імені Тараса Шевченка [Текст] / Свій // Сніп. 1912. Число 9. С. 7—8.
- Український елемент на всеросійській виставці в Києві // Ілюстрована Україна. 1914. Число 2. С. 27—30.
- Українська преса і книжкова продукція на рос. Україні // Ілюстрована Україна. 1914. Число 4. С. 66—67.